# Corona radiata (embryologi)

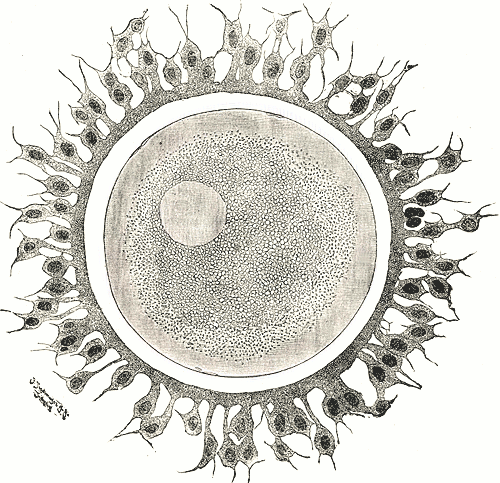
Ägg från människa. Ägget, med cellkärnan är den innersta gråa delen. Den vita ringen är zona pellucida, som i sin tur är omgiven av corona radiata.

Corona radiata omger en obefruktad äggcell, och består av två tre lager med follikelceller, det vill säga celler som kommer från äggblåsan i äggstockarna. De är fästa i det yttre skyddande lagret runt ägget, som heter zona pellucida, och deras huvudsakliga uppgift hos många djur är att vara näringslager till ägget. De försvinner efter att ägget har blivit befruktat.
Corona radiatas andra viktiga uppgift, som är det första den gör, är att skydda den sekundära oocyten när den passerar genom äggblåsans vägg vid själva ägglossningen.
För att befruktning skall kunna ske måste sperman ta sig genom corona radiata, vilket den gör genom att utsöndra enzymet hyaluronidas. Det behövs enzym från dussintals sperma för att göra lagret så försvagat att en sperma kan tränga in till äggcellen.[källa behövs]